# Федеральный выставочный зал
Федеральный выставочный зал (иногда Бундескунстхалле или Художественный и выставочный центр Федеративной Республики Германия; нем. Kunst- und Ausstellungshalle der Bundesrepublik Deutschland) — художественный музей в городе Бонн (земля Северный Рейн-Вестфалия), открытый в 1989—1992 годах и расположенный на городской «Музейной миле», рядом с Художественным музеем; управляется непосредственно федеральным и земельными правительствами Германии. На конкурсе проектов для здания будущего музея в июле 1986 года победила концепция венского архитектора Густава Пейхля; надзор за строительством осуществляли Министерство территориального планирования и Министерство внутренних дел ФРГ. Музей включает в себя библиотеку с фондом в 50000 томов.

## История и описание

### Цель и создание
Федеральный выставочный зал призван «адекватно представлять интеллектуальное и культурное богатство Федеративной Республики Германия и создавать возможности для её культурного обмена с зарубежными странами». Кроме того, зал должен быть форумом, в рамках которого происходил бы диалог между культурой и политикой. С самого начала он планировался как платформа для временных выставок и мероприятий как национального, так и международного уровня; Федеральный выставочный зал создавался, чтобы обогатить культурную жизнь Германии, не владея собственными коллекциями произведений искусства. Сотрудничество с находящимся рядом Художественным музеем Бонна также входило в исходную задумку организаторов.
Первые идеи создания подобного учреждения стали появляться в 1949 году; в рамках боннской концепции развития «Hauptstadtkonzepts 1977» предполагалось ранжировать по значимости многие инициативы для обогащения культурной жизни города. В итоге, со 2 по 4 ноября 1978 года художники и политики встречались в местном отеле «Steigenberger Hotel Bonn» и в культурном центре «Kulturforum Bonn-Center» на серии специальных заседаний, где обсуждали вопрос «Нужен ли нам Федеральный выставочный зал?».
Сообщество активистов «Arbeitsgemeinschaft Mehr Kunst für Bonn 1981», в которую входили многие владельцы галерей, художники и музейные эксперты, надеялось создать новый зал, который стал бы космополитическим форумом об искусстве в тогдашней столице ФРГ. В том же 1981 году была основана и некоммерческая организация «Förderverein Kunsthalle Bundeshauptstadt e. V.», деятельность которой поддержала вице-президент Бундестага Анна-Мария Ренгер. В итоге Центр культурных исследований Бонна, союз «Kulturfonds e. V.» и Немецкий культурный совет приняли решение о своём участии в реализации проекта. 26 октября 1983 года федеральный президент Карл Карстенс получил письмо-проект от одиннадцати известных художников, которые считали актуальным создание «духовно-культурного центра Федерации».
В июне 1984 года Федеральный кабинет министров принял итоговое решение о строительстве: уже архитектура Бундескунстхалле должна была отражать поставленные перед ним задачи. Через два года, в июле 1986, проект венского архитектора Густава Пейхля победил в открытом конкурсе на новое здание. В начале 1987 года Федеральное министерство территориального планирования и Федеральное министерство внутренних дел образовали рабочую группу, которая стала выполнять функции консультативно-технического совета, осуществляя надзор за реализацией всего проекта. 17 октября 1989 года в фундамент зала был заложен первый камень; 12 сентября 1990 года прошла торжественная церемония его официальной закладки. 19 июня 1992 года состоялось официальное открытие — затраты на строительство составили 127 миллионов немецких марок (около 65,2 миллионов евро).

### Скандал 2007 года
В начале 2007 года Федеральный аудиторский суд уже единой Германии представил бюджетному комитету Бундестага аудиторский отчет, в котором были отмечены многочисленные и серьезные нарушения со стороны управляющих директоров Бундескунстхалле, имевшие место в период с 1999 по 2006 год. В результате Совет попечителей и собрание акционеров Бундескунстхалле расторгли трудовой договор с коммерческим директором зала Вильфридом Гатцвайлером (Wilfried Gatzweiler) и художественным руководителем Венцелем Якобом (Wenzel Jacob). 25 июня 2007 года Венцель Якоб был окончательно отозван собранием акционеров и завершил свою работу 31 декабря — в октябре 2010 года Федеральный суд в Карлсруэ постановил, что Якоб не имеет права на восстановление в должности.

### Здание
Проект Пейхля предусматривал, что новое здание будет контрастировать с расположенным напротив Художественным музеем: новое «строгое» и «геометричное» строение стоит на квадратном основании 96,3 на 96,3 метров и выглядит «закрытым» снаружи. Двухэтажное здание высотою в 12 м с рядами узких окон напоминает о сооружениях древнеегипетской архитектуры; 16 коричнево-красных стальных колонн, окружающих здание, символизируют 16 федеральных земель Германии. Крыша — с тремя яркими башнями — выполнена в виде «сада на крыше», что позволяет проводить на ней различные мероприятия и строить инсталляции.
Выставочные залы, фойе и лекционный зал являются основными помещениями музея; офисы, кабинеты, мастерские, библиотека, книжный магазин и ресторан расположены на его периферии. Архитектор стремился создать универсальное выставочное помещение: в здании есть и большой зал площадью в 1300 м², и двухэтажный атриум площадью в 3000 м², и три галереи по 700 м², и центральный зал площадью в 300 м² и высотой до 9 м. Лекторий на 500 мест включает в себя небольшую телестудию и специальные кабины для переводчиков. В июле 2010 года берлинское архитектурное бюро «AFF architects» выиграло конкурс на редизайн фойе.